# Kallen Kozuki
Kallen Kozuki (紅月カレン?, Kōzuki Karen), conosciuta anche come Kallen Stadtfeld (カレン·シュタットフェルト?, Karen Shutattoferuto), è uno dei personaggi principali della serie televisiva anime Code Geass: Lelouch of the Rebellion. È presente in quasi tutte le opere derivate. È stata ideata dallo sceneggiatore televisivo Ichirō Ōkouchi, mentre il suo character design originale è delle CLAMP.

## Creazione e sviluppo
Secondo le impostazioni iniziali, Kallen doveva essere una ragazza giapponese appartenente alla resistenza, Ma, vedendo il suo aspetto grazioso, lo sceneggiatore Hiroyuki Yoshino suggerì ad Ichirō Ōkouchi di renderla una mezzosangue e di iscriverla nello stesso istituto scolastico dei protagonisti. Mokona delle CLAMP ha riferito che, dalla bozza iniziale, l'aspetto di Kallen non cambiò.
Ami Koshimizu venne scelta per doppiare il personaggio. Una delle sue sfide è stata rendere al meglio le battute di Kallen nelle battaglie. In un'intervista riportata dalla rivista anime Newtype USA, Ami ha parlato delle difficoltà avute nel prestare la voce alla Kozuki a causa della doppia vita della stessa. Per l'interpretazione di Kallen, Koshimizu vinse il premio come migliore attrice non protagonista ai Seiyū Awards del 2007. In italiano le presta la voce Domitilla D'Amico.

## Storia

### Code Geass: Lelouch of the Rebellion
Kallen è la terrorista alla guida del camion che ufficialmente trasporta il gas tossico rubato (nella capsula, in realtà, c'è C.C., la donna immortale oggetto di studi per Britannia) nel ghetto di Shinjuku. Durante gli scontri è costretta a combattere a bordo di un Glasgow, e riceve l'aiuto di Zero, che, con strategia, la guida alla vittoria contro le forze del Principe Clovis. Dopo un lungo periodo di assenza, giustificato con una falsa salute cagionevole, la giovane Kozuki torna all'Istituto Ashford; quello della studentessa è, per lei, un ruolo di copertura. Lelouch, suo compagno di classe, riconosce in lei la ragazza di Shinjuku. Kallen entra quindi a far parte del consiglio studentesco. Kallen viene poi ricontatta da Zero, e, insieme a Ohgi e Tamaki, e tra i fondatori dell'Ordine dei Cavalieri Neri, un movimento di resistenza contro l'Impero di Britannia; Zero le affiderà le chiavi del potente Guren, e la nomina sua guardia del corpo personale, nonché capo della squadra Zero.
In seguito si entra nella difficile situazione familiare di Kallen. L'importante padre, britanno, è fuori, mentre ella vive nella villa con la concubina del genitore e la madre naturale. È arrabbiata con la mamma, che resta nell'abitazione come domestica, lasciandosi maltrattare, e che si aggrappa alla droga, il refrain, uno stupefacente che si sta diffondendo tra i Giapponesi, e che dà allucinazioni a chi ne fa uso, facendolo tornare nel passato. I sentimenti della ragazza cambiano quando ella capisce che la donna è rimasta per stare accanto alla figlia, e che per tale ragione questa è disposta a subire maltrattamenti. Quando, nella Black Rebellion, i Cavalieri Neri occupano l'Istituto Ashford, per renderlo loro base, Kallen rivela la sua vita segreta ai compagni di classe. Abbandonata, Zero, inspiegabilmente la guerra, Kozuki lo segue sull'isola di Kamine. Qui scopre la vera identità del ragazzo; è sconvolta nel constatare che si tratti del suo compagno di classe Lelouch e si sente sfruttata e raggirata.

### Code Geass: Lelouch of the Rebellion R2
Un anno dopo Kallen fa parte del commando dei Cavalieri Neri che partecipa alla missione per recuperare Zero e riacquista la fiducia in lui. Esiliati, i Cavalieri Neri, in Cina, Kallen, a bordo del suo Guren, ha uno scontro con lo Shenhu di Li Xinge, il quale vuole liberare la Tianzi, rapita da Zero. La ragazza ha la peggio, e viene catturata; qui la promessa di Lelouch secondo cui l'avrebbe liberata. Kozuki finisce nelle celle britanne, ma, grazie a Nunnally, dalla quale conosce l'affettuoso lato fraterno di Lelouch, le viene concesso un trattamento preferenziale, finché non viene liberata da Sayoko.
Quando i Cavalieri Neri, scoperta l'identità di Zero, principe che odia l'Impero, puntano, in cambio della libertà del Giappone, le armi contro il loro leader, Kallen cerca di proteggerlo. Questo, però, per salvarla, alla domanda della ragazza su cosa significhi lei per lui, risponde che è stata una perfetta pedina. Amareggiata, Kozuki lascia, perciò, Lelouch. Kallen combatte contro il nuovo Impero del dispotico Lelouch; i Cavalieri Neri sono alleati del vecchio reame. La giovane Kozuki sarà tra i prigionieri dell'Imperatore, ma, assistendo alla morte di questo, intuirà i veri piani di Lelouch, e ne manterrà il segreto: il ragazzo ha attirato a sé tanto odio, per liberare, con la sua fine, il mondo da tale sentimento. Con il mondo che torna alla normalità, anche Kallen ritrova una vita tranquilla.

## Descrizione
Kallen è una ragazza di diciassette anni, grintosa, tosta, ma anche piuttosto riservata. Britanna da parte di padre, giapponese da parte di madre, è l'erede del casato degli Stadtfeld, ma preferisce farsi chiamare con il cognome materno, Kozuki, ritenendosi esclusivamente giapponese; in pubblico, è conosciuta con il cognome paterno. Mentre il padre è fuori, ella vive nella villa con la moglie dell'uomo e la mamma naturale, in un difficile contesto familiare. Kallen è molto legata al fratello maggiore, Naoto, leader della resistenza giapponese contro l'Impero di Britannia, ruolo che gli costa la vita. Ella è tra i migliori studenti dell'Istituto Ashford, fa parte del consiglio studentesco. Conduce una doppia vita: da un lato, lodevole studentessa, tranquilla, riservata, delicata, di salute cagionevole (giustifica le assenze a scuola con delle precarie condizioni di salute), del prestigioso istituto degli Ashford, dall'altro, temibile terrorista della resistenza dei Giapponesi nell'Area 11 ed asso dei Cavalieri Neri, con il potente knightmare frame dal colore rosso, il Guren. All'interno dell'Ordine, Kallen è anche il capo delle guardie del corpo di Zero. Egli ha ridato alla cellula terroristica la speranza di poter sconfiggere l'Impero invasore, e la Kozuki se ne innamora, ignorando, fino all'epilogo della prima stagione, che quello non è altri che il compagno di classe Lelouch. Kallen è dotata di forza, agilità, precisione elevate ed è abile nel combattimento fisico e nell'uso di armi da fuoco.

## Altri media
La light novel Code Geass - Hangyaku no Lelouch - Shu no kiseki (コードギアス 反逆のルルーシュ 朱の軌跡?, Kōdo Giasu: Hangyaku no Rurūshu - Shu no kiseki, lett. "Code Geass: Lelouch of the Rebellion - Tracce rosse") è incentrata su Kallen.

## Accoglienza
Kallen si è piazzata al quarto posto nella classifica dei personaggi femminili preferiti riportata da Newtype nell'agosto 2007. I lettori della rivista Animage l'hanno eletta ottava all'Anime Grand Prix 2007, e diciassettesima e sedicesima ai due seguenti.